# نهر نيبونسيت
نهر نيبونسيت (بالإنجليزية: Neponset River) هو نهر يقع في شرق ولاية ماساتشوستس في الولايات المتحدة. تقع منابعه في خزان نيبونسيت في مدينة فوكسبورو، بالقرب من استاد جيليت. من هناك، يتعرج نهر نيبونست عمومًا شمال شرقًا لمسافة 29 ميل (47 كـم) إلى مصبه في خليج دورتشستر بين كوينسي وقسم دورشيستر في بوسطن، بالقرب من خزان رينبو سواش.
يشكل نهر نيبونسيت الحدود الجنوبية لمدينة بوسطن، ويمر عبر مناطق ريدفيل وهايد بارك وماتابان ودورتشستر، ويشكل الحدود الشمالية لمدينة كوينسي. بالإضافة إلى ذلك، يمر بمحاذاة مدن فوكسبورو ووالبول وشارون ونوروود وكانتون وستوتون وويستوود وديدام وميلتون.
يتغذى نهر نيبونسيت من خلال حوض تصريف تبلغ مساحته حوالي 130 ميلاً مربعاً، وهو مستجمع مائي يشمل العديد من طبقات المياه الجوفية والأراضي الرطبة والجداول ومناطق المرتفعات المحيطة. يعيش حوالي 250,000 شخص في مستجمعات المياه في نهر نيبونست، والتي تشمل بالإضافة إلى المدن المذكورة أعلاه أجزاء من مدن ستوتون وميدفيلد ودوفر وراندولف.
يقع نهر كانتون، أحد روافد نهر نيبونسيت، في كانتون بولاية ماساتشوستس. ويتدفق تحت جسر كانتون.